# Le Dernier Baiser
Pour plus de détails, voir Fiche technique et Distribution.
Le Dernier Baiser est un film français réalisé par Dolorès Grassian, sorti en 1977.

## Synopsis

### Contexte
Le film se déroule à Paris, puis à Bruxelles. Il présente la rencontre de deux femmes du même âge, mais que tout oppose : l'une est chauffeuse de taxi, un peu idéaliste et romantique et l'autre est une bourgeoise aisée et oisive, assez déterminée qui se lance la poursuite de son mari parti avec une autre femme. Un lien va s'établir entre cette bourgeoise et cette travailleuse.

### Déroulement
Annie, chauffeuse de taxi parisien, décide de retrouver son amant à son travail, mais celui-ci a disparu sans laisser d'adresse. Déçue, elle décide de donner rendez-vous à une amie pour partir en soirée mais sur son chemin, alors qu'elle maraude avec son taxi, elle fait la rencontre d'une bourgeoise en manteau de fourrure qui désire suivre son mari. Annie accepte de s'engager dans une filature, ce qui permet à la femme élégante de se rendre compte que son mari la trompe avec une autre femme. Dépitée et désabusée, la bourgeoise décide alors de rester avec la chauffeuse de taxi et de l'accompagner dans ses pérégrinations parisiennes, mais elle ne parvient pas à tourner la page.
Le lendemain, la bourgeoise décide de retrouver Annie pour lui demander de continuer la filature de son mari. Elles finissent par se retrouver à Bruxelles, où le mari infidèle est parti, accompagné sa maîtresse, pour se rendre à un hippodrome et lui faire partager sa passion des chevaux. Annie et son amie cliente finissent par suivre le couple illégitime jusqu'à leur hôtel où elles réservent, à leur tour, une chambre voisine du couple. Elles finissent par y deviser de leurs infortunes et de leurs déceptions sentimentales.

Le jour suivant, la filature continue dans la capitale bruxelloise. Petit à petit, Annie finit par côtoyer le couple afin de mieux les espionner. Puis comprenant leur attitude, elle finit par expliquer à son amie que son mari est très amoureux de cette femme. La deuxième nuit dans l'hôtel leur permet de deviser sur leurs propres responsabilité de femmes trompées et abandonnées. Annie déclare 
«  Un homme de 40 ans échangerait bien une femme du même âge contre deux femmes de 20 ans  »
. Puis elle éclatent de rire...
Une nouvelle journée commence et la filature continue. bien que le mari soit en rendez-vous d'affaires, elles décident tout de même de le suivre en voiture. Puis Annie et son amie bourgeoise le suivent à pied et parviennent dans un théâtre où elles découvrent le mari qui écoute sa maîtresse jouer du piano. Il s'agit en fait une interprète de spectacles. L'épouse se sent de nouveau humiliée : la maîtresse sait jouer du piano et pas elle. Puis, toujours dans leur filature du couple, elles parviennent jusqu'à une petite auberge située sur un lac et dont on accède par une barque. Seule, Annie s'installe à une table proche de celle du couple.

En utilisant un curieux stratagème, elle finit par attirer le mari, seul, hors de l'auberge et le menace d'un revolver afin d'en savoir un peu plus sur ses dispositions. Veut il rejoindre sa maîtresse ou retrouver son épouse ? Ils s'assoient sur un banc et Annie devise sur l'amour. Elle finit par laisser tomber son revolver et finit par avouer les raisons de sa présence ici. Elle lui répète sa question « Elle ou l'autre ? »... Et si c'est la passion le vrai sentiment, est ce que cette passion va continuer longtemps ? Elle finit même par lui avouer son amour pour lui, oubliant l'autre femme et la maîtresse. Le mari l'embrasse subitement, puis il s'en va... en déclarant 
«  C'est con tout ça !  »
.Annie reprend son taxi, laissant la bourgeoise toute seule dans Bruxelles, la nuit. Elle reprendra sa petite vie de chauffeuse de taxi parisien et, la chance lui souriant enfin, elle finira même par gagner à un jeu radiophonique.

## Fiche technique
- Réalisation : Dolorès Grassian
- Scénario : Dolorès Grassian et Jean Curtelin, d'après une histoire originale de Jean Reznikov
- Photographie : Alain Casanova et Alain Derobe
- Musique : Alice Dona, Yves Gilbert
- Chansons : Serge Lama
- Son : Henri Morelle
- Montage : Jacques Witta
- Production : Jacques Dorfmann et Laurent Meyniel
- Directeur de production : Henri Baum
- Durée : 100 minutes
- Pays de production :  France
- Date de sortie :
  - France : 11 mai 1977

## Distribution
- Annie Girardot : Annie
- Maria Pacôme : l'inconnue
- Bernard Fresson : le mari
- Dagmar Meyniel : la jeune fille
- Jacques Rosny : l'agent de police
- Jean Curtelin : un client du taxi
- Marie-France Mignal : Julie
- Albert Simono : l'homme du radio taxi
- Jean-Pierre Coffe
- Anna Wagram

## Musique

### Bande originale
Le thème musical du film est une chanson interprétée par le chanteur français Serge Lama, au nom éponyme "Le Dernier Baiser", et sortie en 45-tours, la même année. Les paroles sont de l'interprète et la musique a été composée par compositrice française Alice Dona.
Ce disque, paru chez Philips/Phonogram, présente également une composition musicale du compositeur Yves Gilbert sur sa face B et que l'on peut entendre dans le film.

## Autour du film

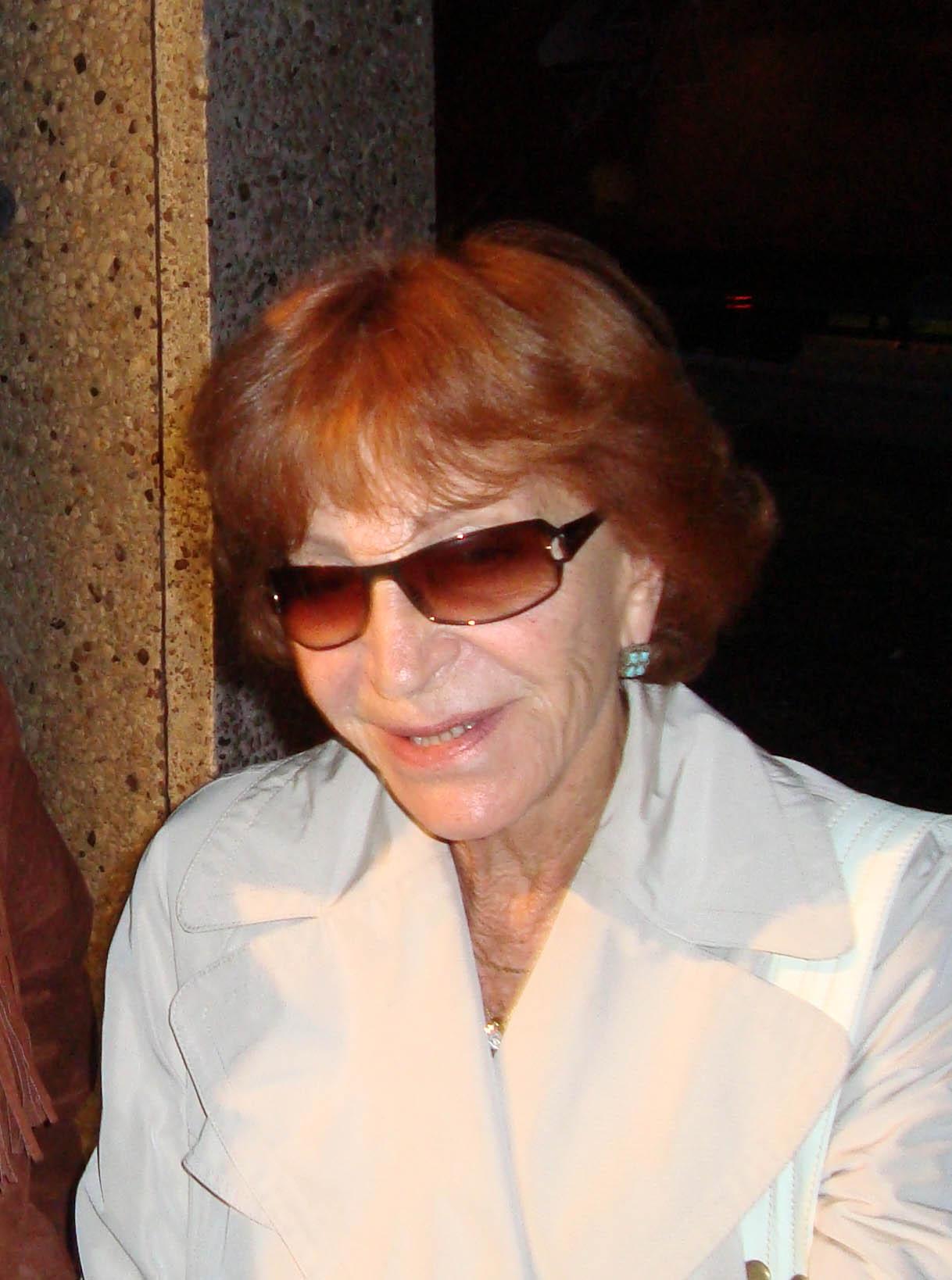
Maria Pacôme à Bruxelles en 2008

- Durant cette même période, Maria Pacôme était une des actrices fétiches de l'émission de télévision de Pierre Sabbagh dénommé Au théâtre ce soir. Elle participa à son dernier enregistrement l'année même du film.

- Durant la période du tournage du film, Annie Girardot partageait alors la vie de l'acteur Bernard Fresson qui interprète le rôle de l'époux infidèle dans le film. Selon la biographie d'Agnès Grossman publiée en 2010, le comportement violent du comédien aura raison de leur relation en 1978[2],[3].
- L'année du tournage de ce film, Annie Girardot reçoit le César de la meilleure actrice pour Docteur Françoise Gailland de Jean-Louis Bertuccelli.
- Lors d'une interview effectuée par le journaliste Sélim Sasson durant le tournage de ce film, Annie Girardot avoue que la profession de chauffeur de taxi ne lui aurait pas déplu pour la liberté d'action qui semble lui manquer[4].
- Les cinq dernières du film présentent l'animateur de radio Hubert qui lui remet une enveloppe pleine de billets au personnage joué par Annie Girardot. Il s'agit du jeu Europe Stop qui consistait à interpeller des automobilistes dans la rue et de leur faire choisir une enveloppe parmi d'autres, chacune contenant des sommes en billets d'un montant différent.